# Vierpunkt-Knabenkraut
Das Vierpunkt-Knabenkraut (Orchis quadripunctata) ist eine Pflanzenart aus der Gattung Knabenkräuter (Orchis) innerhalb der Familie der Orchideen (Orchidaceae).

## Beschreibung

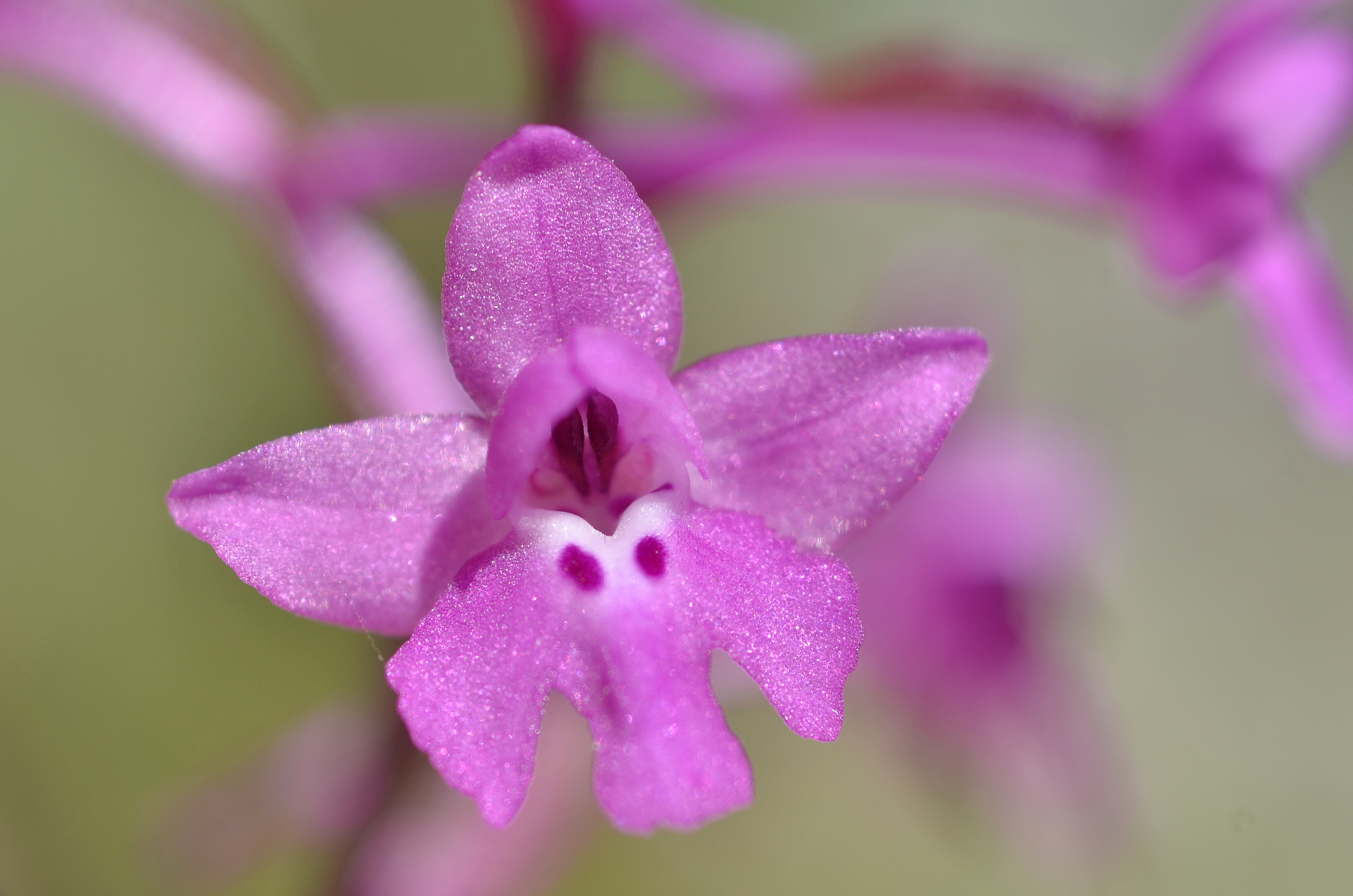
Zygomorphe Blüte

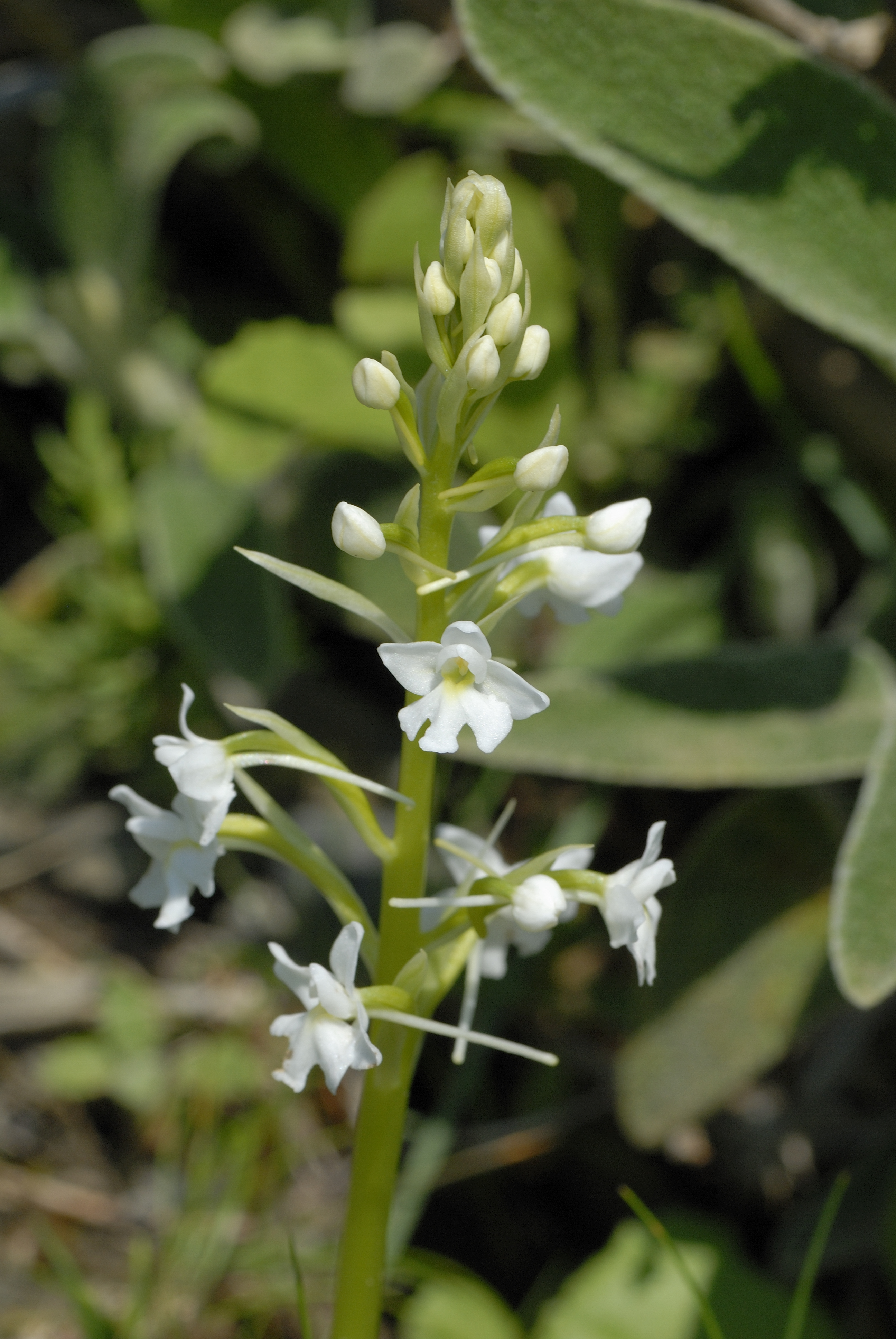
Blütenstand mit weißen Blüten

Beschreibung für die Unterart Orchis quadripunctata subsp. quadripunctata:

### Vegetative Merkmale
Orchis quadripunctata subsp. quadripunctata ist eine ausdauernde krautige Pflanze, die Wuchshöhen von 10 bis 30 Zentimetern erreicht. Die Stängel sind grün und meist dunkelrot überlaufen.
Von den drei bis acht Laubblättern stehen zwei bis sechs grundständig zusammen. Die gefleckten oder ungefleckten Grundblätter sind bei einer Länge von 4 bis 12 Zentimetern sowie einer Breite von 1 bis 2 Zentimetern linealisch bis schmal-elliptisch.

### Generative Merkmale
Der endständige, traubige Blütenstand ist bei einer Länge von 3 bis 15 Zentimetern zylindrisch und enthält locker verteilt 8 bis 35 Blüten. Die rotvioletten Tragblätter liegen dem gedrehten Fruchtknoten an und sind etwa so lang oder länger als dieser.
Die zwittrigen Blüten sind zygomorph und dreizählig. Die Blütenhüllblätter sind rosafarben bis purpurrot oder weiß. Die beiden seitlichen Blütenhüllblätter sind schief-eiförmig und stehen in einer Ebene mit dem oberen Blütenhüllblatt und der Lippe. Die Lippe ist tief dreilappig bis fast ungeteilt, 6 bis 8 Millimeter lang und 6,5 bis 10,5 Millimeter breit. Die Lippe ist im Zentrum heller und trägt am Grunde zwei oder drei sichtbare und zwei im Sporneingang verborgene weinrote Punkte. Der Sporn ist stecknadelförmig, waagrecht oder leicht abwärts gebogen und deutlich länger als der Fruchtknoten. Der gedrehte Fruchtknoten ist 9 bis 11 Millimeter lang.
Die Blütezeit ist März bis Juni.
Die Chromosomenzahl beträgt 2n = 42.

## Ökologie
Das Vierpunkt-Knabenkraut ist ein Knollengeophyt.

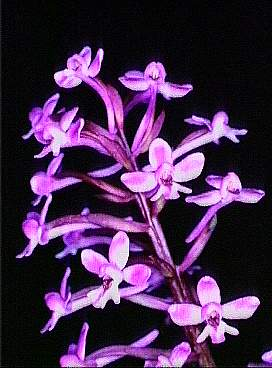
Brancifortis Knabenkraut (Orchis quadripunctata subsp. brancifortii)

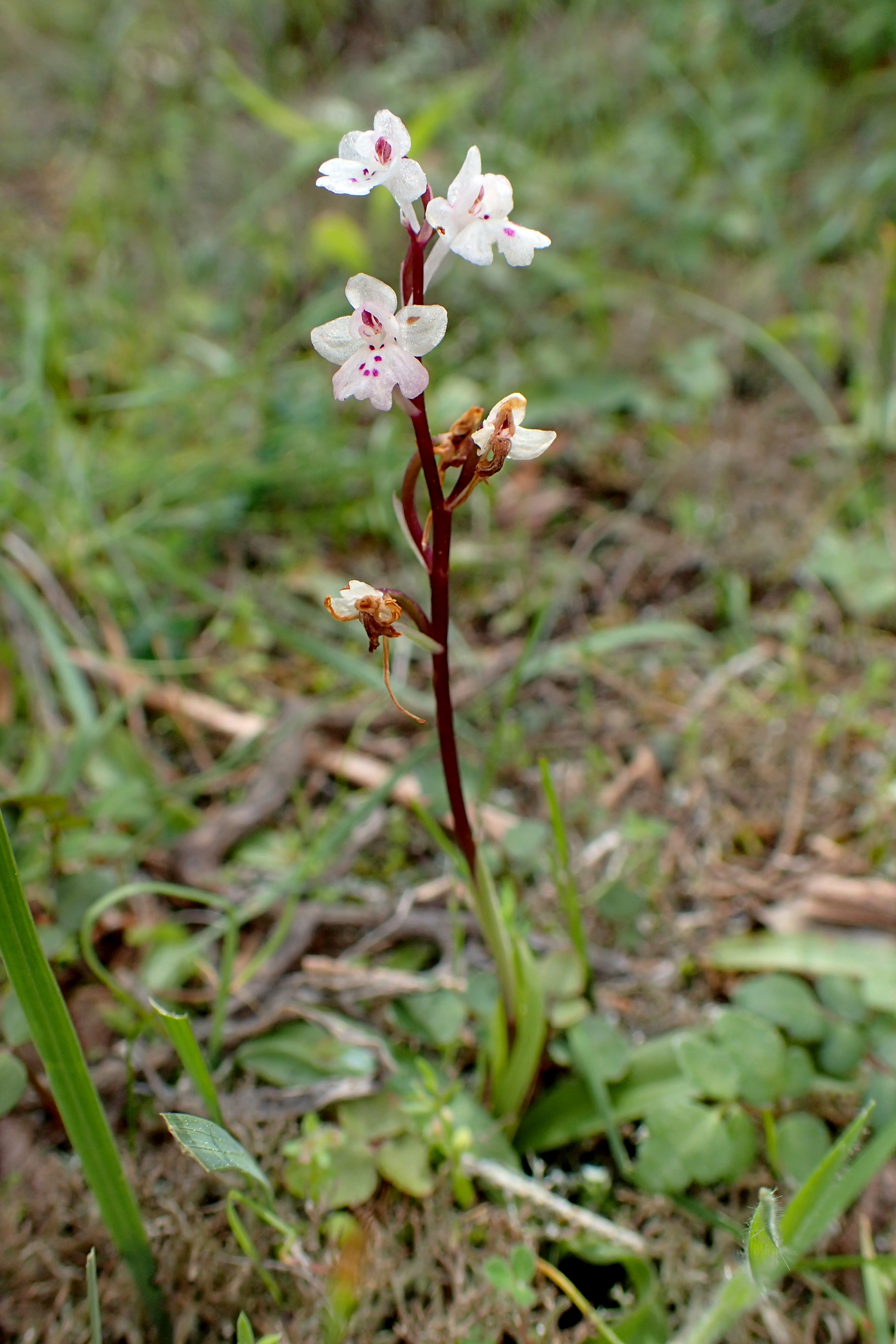
Seziks Knabenkraut (Orchis quadripunctata subsp. sezikiana)

## Vorkommen
Das Vierpunkt-Knabenkraut kommt vom östlich-zentralen und südlichen Italien bis zur westlichen Türkei vor. Es gedeiht in Grasfluren, in der Garigue und in Felsfluren.

## Systematik
Die Erstbeschreibung von Orchis quadripunctata erfolgte 1813 durch Domenico Cirillo in Michele Tenore: Flora napolitana, ossia descrizione delle piante indigene del regno di Napoli, e delle più rare specie di piante esotiche coltivate ne' giardini ... Napoli 1 (Prodr.): LIII. Synonyme für Orchis quadripunctata Cirillo ex Ten. sind: Anacamptis trichocera K.Koch, Androrchis quadripunctata (Cirillo ex Ten.) D.Tyteca & E.Klein, Gymnadenia humilis Lindl., Orchis bipunctata Raf., Orchis hostii Tratt., Orchis trichocera Brongn., Orchis nicodemii Sieber ex Steud. Orchis cupanii Tod., Orchis quadripunctata f. albiflora (Soó) De Langhe & D'hose.
Je nach Autor gibt es von Orchis quadripunctata etwa drei Unterarten, die auch als eigene Arten oder Hybriden bewertet werden:
- Brancifortis Knabenkraut (Orchis quadripunctata subsp. brancifortii (Biv.) E.G.Camus, Syn.: Orchis brancifortii Biv.): Sie wird von manchen Autoren auch als eigenständige Art angesehen.[4] Sie kommt in Sardinien und im nördlichen Sizilien vor und wächst in Höhenlagen von 150 bis 1750 Metern.[2]
- Orchis quadripunctata Cirillo ex Ten. subsp. quadripunctata: Sie gedeiht auf kalkreichen Böden in lichten Wäldern, in der Garigue, auf Felsbändern und auf Steinschutt in Höhenlagen von 0 bis 1600 Metern.[2]
- Seziks Knabenkraut (Orchis quadripunctata subsp. sezikiana (B.Baumann & H.Baumann) H.Baumann & R.Lorenz, Syn.: Orchis × sezikiana B.Baumann & H.Baumann). Sie wird von R. Govaerts als Bastard Orchis anatolica × Orchis quadripunctata angesehen.[4] Sie kommt in Kreta, Ikaria, Samos, Lesbos, in der westlichen und südwestlichen Türkei und im nördlichen Zypern vor in Höhenlagen von 0 bis 1050 Metern.[2]